# 빙 맵스
빙 맵스(Bing Maps)은 마이크로소프트사에서 2009년 6월 1일 서비스를 시작한 검색 서비스 빙(Bing)에서 연동으로 제공하는 지도 서비스이다.

## 오픈스트리트맵 지원
마이크로소트프사는 빙 맵에서 보유한 인공위성(또는 항공) 사진이 오픈스트리트맵의 지도편집에 기여되도록 맵핑을 위해 이를 제공하고있다.

## 같이 보기
- 구글 지도